# Pange, lingua, gloriosi corporis mysterium

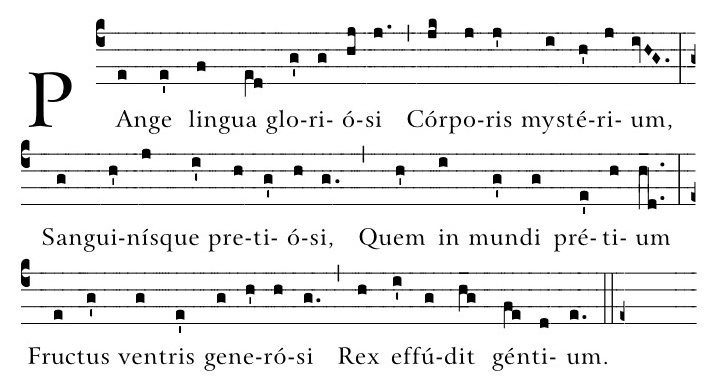
Pange lingua gloriosi corporis mysterium - hymn gregoriański

Pange, lingua, gloriosi corporis mysterium (Sław języku tajemnicę Ciała i najdroższej Krwi) – hymn nieszporny na uroczystość Bożego Ciała.
Autorem tekstu jest św. Tomasz z Akwinu, któremu papież Urban IV polecił opracowanie tekstów liturgicznych Mszy świętej i Oficjum na uroczystość Bożego Ciała. Autor inspirował się wcześniejszym hymnem łacińskim Fortunata (VI w.) Pange, lingua, gloriosi proelium certaminis (Sław, języku, bój chwalebny, dzieje walki niezrównanej), śpiewanym w liturgii godzin w Wielkim Tygodniu oraz w Wielki Piątek podczas adoracji krzyża.

## Charakterystyka

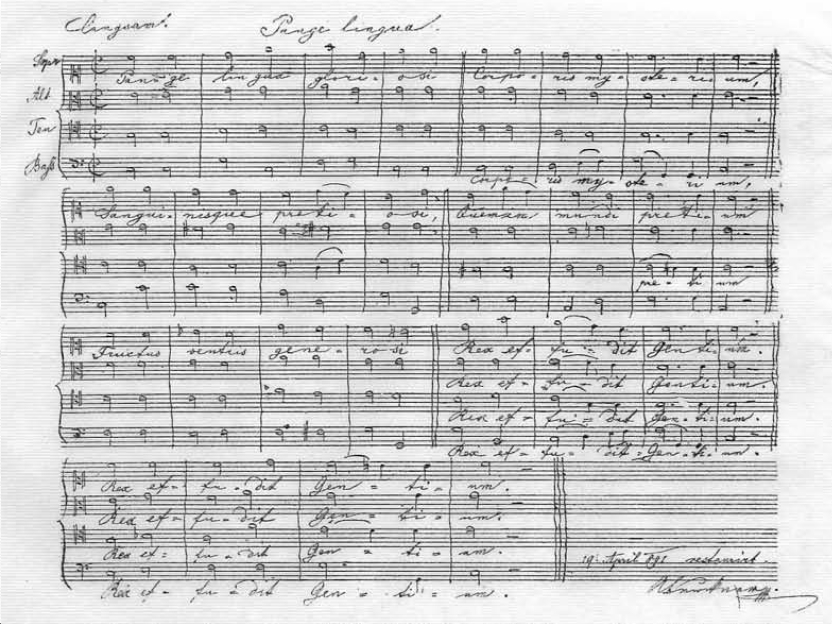
Anton Bruckner: Pange lingua (1891)

Hymn wykonuje się nie tylko w czasie uroczystości Bożego Ciała. Śpiewany bywa również w czasie procesji przeniesienia Najświętszego Sakramentu do tzw. ciemnicy w czasie Mszy Wieczerzy Pańskiej w Wielki Czwartek (bez dwóch ostatnich zwrotek, które śpiewa się dopiero, kiedy procesja dotrze do ciemnicy).
Dwie ostatnie zwrotki (od słów Tantum ergo – Przed tak wielkim) śpiewa się również na zakończenie Adoracji Najświętszego Sakramentu przed błogosławieństwem.
W liturgii mariawickiej fragment hymnu (Przed tak wielkim Sakramentem) śpiewany jest podczas udzielania błogosławieństwa Przenajświętszym Sakramentem, a także jako hymn nieszporów o Przenajświętszym Sakramencie. Całość hymnu w tłumaczeniu mariawickim (Niech do niebios brzmi granicy) śpiewana jest w Wielki Czwartek w czasie procesji do ciemnicy.

## Tekst
| Tekst łaciński | Mioduszewski, 1838 | Polska liturgia rzymskokatolicka | Liturgia mariawicka. |
| --- | --- | --- | --- |
| Pange, lingua, gloriosi corporis mysterium, sanguinisque pretiosi, quem in mundi pretium fructus ventris generosi rex effudit gentium. Nobis datus, nobis natus ex intacta Virgine, et in mundo conversatus, sparso verbi semine, sui moras incolatus miro clausit ordine. In supremae nocte coenae recumbens cum fratribus, observata lege plene cibis in legalibus, cibum turbae duodenae se dat suis manibus. Verbum caro panem verum verbo carnem efficit, fitque sanguis Christi merum; et si sensus deficit, ad firmandum cor sincerum sola fides sufficit. Tantum ergo sacramentum veneremur cernui, et antiquum documentum novo cedat ritui, praestet fides supplementum sensuum defectui. Genitori Genitoque, laus et iubilatio, salus, honor, virtus quoque sit et benedictio. Procedenti ab utroque compar sit laudatio. | Sław języku chwalebnego Ciała i krwie świętości, Które na okup całego Świata z wielkiej miłości, Wydał owoc Panieńskiego płodu, Król wielmożności. Nam jest dany, nam się zrodził Z czystych Panny wnętrzności, I po świecie siejąc chodził Ziarno Boskiej mądrości; Gdy mu czas zejścia przychodził Cud czyni swej miłości. Ostatni raz, gdy za stołem Siedząc z Apostołami, Wieczerzając z niemi społem, Zakon wprzód z obrządkami Wypełniwszy, wszystkim kołem Dał się swemi rękami. Słowo co się Ciałem stało, Słowem swem chleb prawdziwy Przemienia w swe własne ciało, Wino w krwi napój żywy; Lubby się zmysłom nie zdało, Wierz, a bądź niewątpliwy. Przed tak wielkim Sakramentem Upadajmy na twarzy; Niech ustąpią z Testamentem Nowym sprawom już starzy; Wiara będzie suplementem Co się zmysłom nie zdarzy. Ojciec z Synem niech to sprawi, By mu dzięka zabrzmiała; Niech Duch Święty błogosławi By się jego moc stała; Niech nas nasza wiara stawi Gdzie jest wieczna cześć, chwała. | Sław języku tajemnicę Ciała i najdroższej Krwi, którą jako Łask Krynicę wylał w czasie ziemskich dni, Ten, co Matkę miał Dziewicę, Król narodów godzien czci. Z Panny czystej narodzony, posłan zbawić ludzki ród, gdy po świecie na wsze strony ziarno słowa rzucił w lud, wtedy cudem niezgłębionym zamknął Swej pielgrzymki trud. W noc ostatnią, przy Wieczerzy, z tymi, których braćmi zwał, pełniąc wszystko jak należy, czego przepis prawny chciał, sam Dwunastu się powierzył, i za pokarm z Rąk Swych dał. Słowem, więc Wcielone Słowo chleb zamienia w Ciało Swe, wino Krwią jest Chrystusową, darmo wzrok to widzieć chce. Tylko wiara Bożą mową pewność o tym w serca śle. Przed tak wielkim Sakramentem upadajmy wszyscy wraz, niech przed Nowym Testamentem starych praw ustąpi czas. Co dla zmysłów niepojęte, niech dopełni wiara w nas. Bogu Ojcu i Synowi hołd po wszystkie nieśmy dni. Niech podaje wiek wiekowi hymn triumfu, dzięki, czci, a równemu Im Duchowi niechaj wieczna chwała brzmi. | Niech do niebios brzmi granicy Chwała ust Bożemu Ciału, I drogiej Krwi tajemnicy, Którą w okup świata szału Owoc żywota Dziewicy Wylał z miłości zapału. Nam zrodzony, nam jest dany Z najczystszego Panny łona, I na świecie mieszka z nami, Siejąc miłości nasiona; Byt Mu ziemski dokonywa Tajemnica nieskończona. W ostatniej wieczerzy w nocy, Przy dwunastu uczniów gronie, Jedząc Paschę Wielkanocy, Jak przepisano w Zakonie, Siebie pokarm, w dziwnej mocy, Dał swoim przez własne dłonie. Wprzód się stało Ciałem Słowo, Chleb się Słowem w Ciało zmienia, A wino w Krew Chrystusową, Nad porządek przyrodzenia; Ale wiara w duszę zdrową Wlewa tej prawdy twierdzenia. Przed tak wielkim Sakramentem Padać na twarz cześć i sława; Niech ustąpią z Testamentem Starzy dla nowego prawa, Wiara będzie fundamentem, Gdy pojęcia zmysł ustawa. Chwała Ojcu i Synowi! Radość, moc, błogosławienie Wiek niech podaje wiekowi, I Temu, co pochodzenie Bierze od obu, Duchowi Równa chwała nieskończenie. |